# コリーン (音楽家)
コリーン（Colleen、1976年 - ）は、フランスの女性シンガーソングライター、音楽家、作曲家。本名はCécile Schott（セシル・スコット）。幼少期にリー・ペリーやオーガスタス・パブロなどのジャマイカ音楽に傾倒。
ヴィオラ・ダ・ガンバ、チェロ、クラリネット、グロッケンシュピール、アコースティックギター、オルゴール、ウィンドチャイム、スピネット、クリスタルグラス、リコーダー、ウクレレなどの様々な楽器を演奏するマルチ・インストゥルメンタリスト。エレクトロニカや環境音楽に分類されることが多い。

## ディスコグラフィ

### スタジオ・アルバム
- Everyone Alive Wants Answers(2004年)
- ザ・ゴールデン・モーニング・ブレイクス - The Golden Morning Breaks(2005年)
- Mort Aux Vaches(2006年)
- Colleen Et Les Boîtes À Musique(2006年)
- 静かな波〜レゾンド・シランシウーズ - Les Ondes Silencieuses(2007年)
- ザ・ウェイング・オブ・ザ・ハート - The Weighing of the Heart(2013年)
- キャプテン・オブ・ノーン - Captain of None（2015年）

### EP
- Colleen et les Boîtes à Musique（2006年）
- Solar / Stellar - Colleen Remixed （2013年）

### シングル
- Babies（2002年）